# Skeet Ulrich

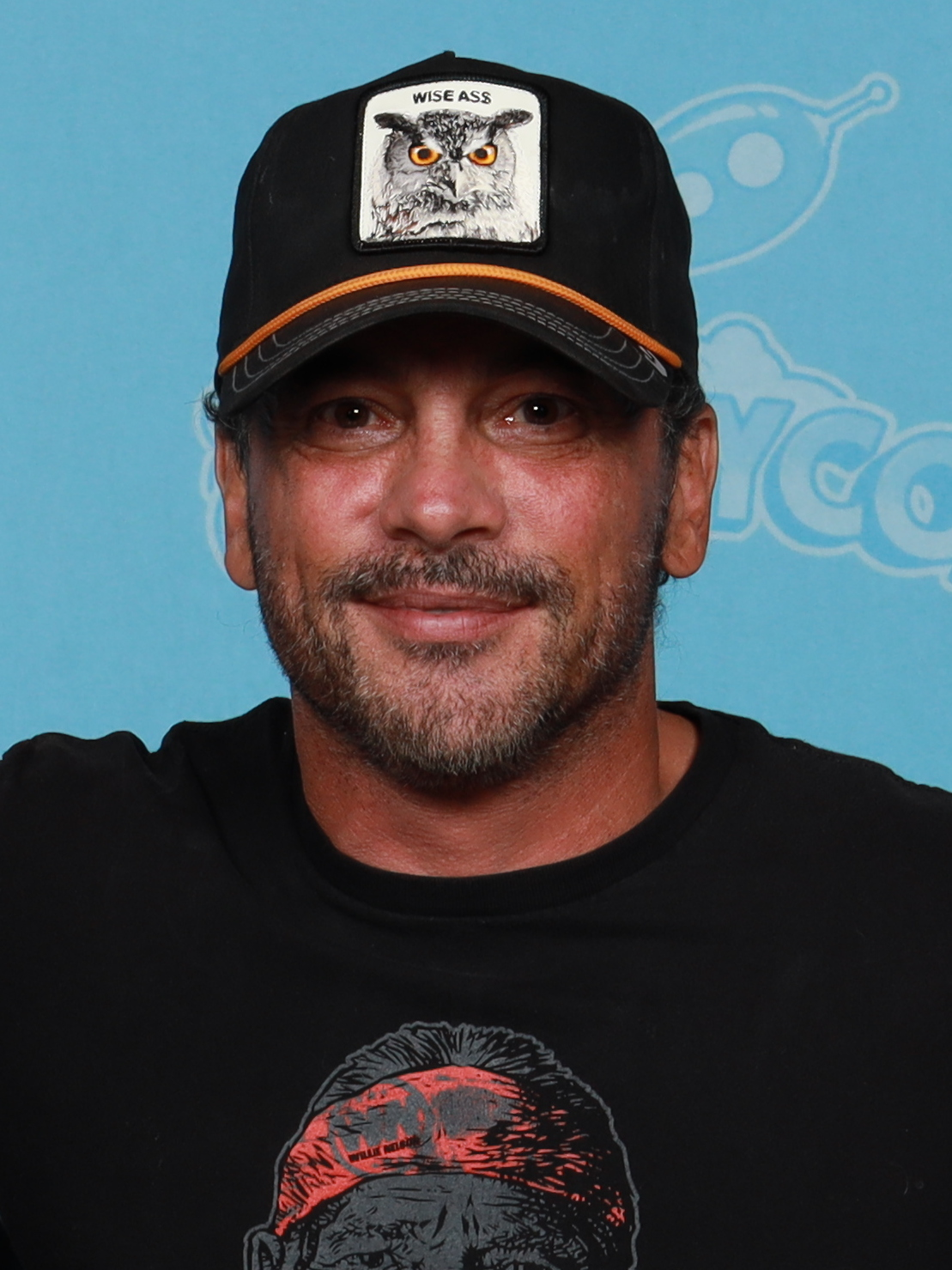
Skeet Ulrich (2024)

Skeet Ulrich (* 20. Januar 1970 in Lynchburg, Virginia; eigentlich Bryan Ray Trout) ist ein US-amerikanischer Schauspieler. 

## Leben
Ulrich wuchs in Concord, North Carolina auf und hat deutsche, englische, schottische, irische und französische Vorfahren. Mit zehn Jahren wurde er am Herz operiert. Er war als Kind von schlechter Gesundheit und geringer Körpergröße. Aufgrund seiner Körpergröße und Schnelligkeit flog er über das Spielfeld und bekam so in der Little League seinen Spitznamen „Skeeter“ (dt. „Stechmücke“). Nach der High School studierte Ulrich Meeresbiologie an der Universität von North Carolina in Wilmington und anschließend an der New York University Schauspiel.
Ulrich war von 1997 bis 2005 mit der Schauspielerin Georgina Cates verheiratet. Beide sind Eltern zweieiiger Zwillinge (* 9. März 2001). Im Jahr 2012 heiratete er die Schauspielerin Amelia Jackson-Gray, die Scheidung folgte 2015. Im Jahr 2021 war er kurzzeitig mit der Pretty-Little-Liars-Darstellerin Lucy Hale liiert.

## Karriere

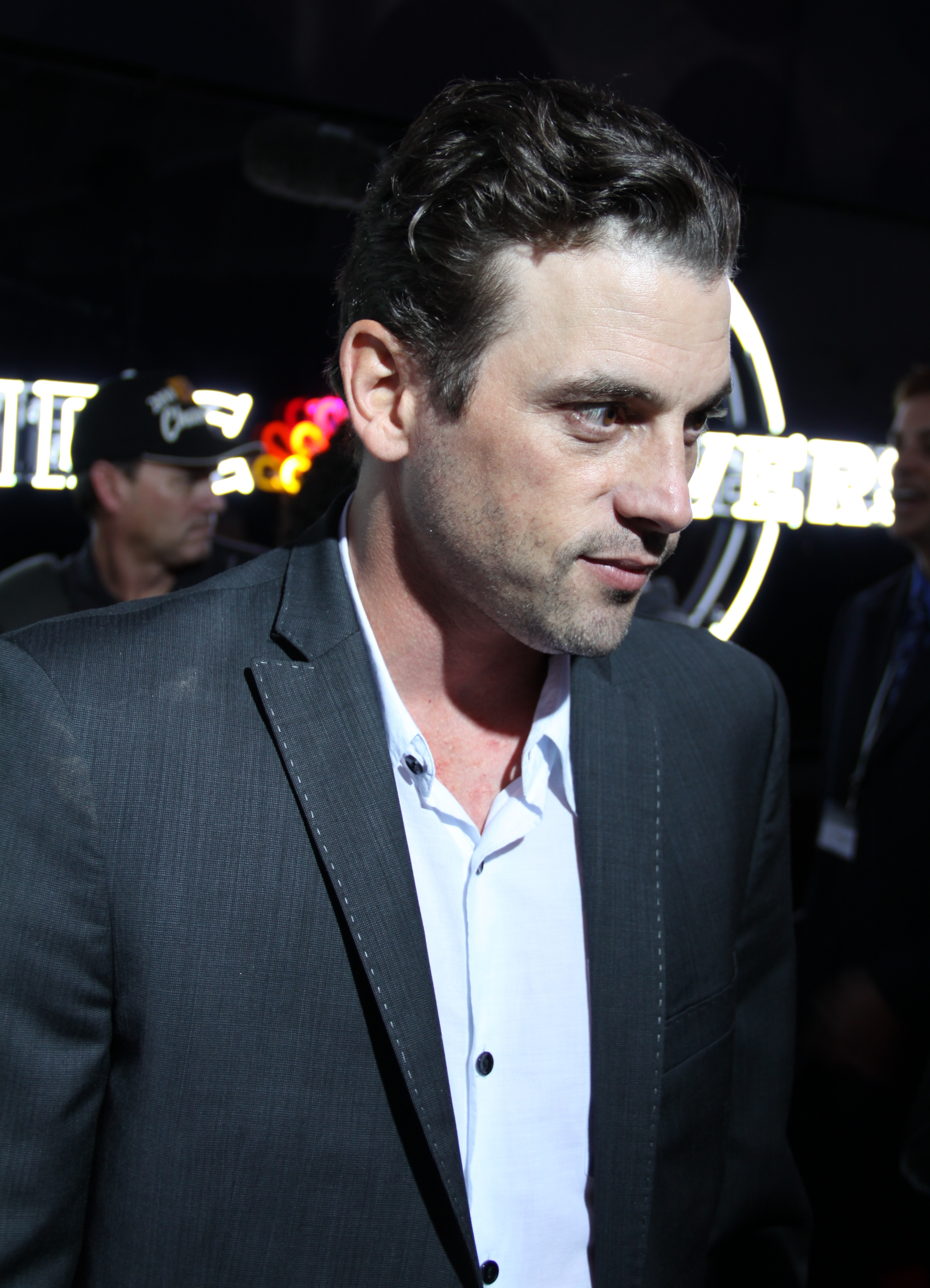
Skeet Ulrich (2010)

Zu Beginn seiner Karriere spielte Ulrich bei der Atlantic Theater Company, die von David Mamet mitgegründet wurde. In der Sitcom Roseanne war er erstmals im Fernsehen zu sehen, als er in drei Episoden Beckys Freund mimte.
1996 spielte er den Freund von Winona Ryder im Film Run Off. Im gleichen Jahr war er neben der Hauptdarstellerin Neve Campbell in einer kleinen Rolle in Der Hexenclub zu sehen. Der weltweite Durchbruch für ihn als auch für Campbell erfolgte ebenfalls 1996 durch den Film Scream – Schrei!. Für die Rolle des mordenden Billy Loomis wurde er 1997 für den Saturn Award als bester Nebendarsteller nominiert. Im Jahr 2022 übernahm Ulrich erneut seine Rolle als Billy Loomis im fünften Film der Serie, der ebenfalls den Titel Scream trägt. Im sechsten Teil aus dem Jahr 2023 verkörperte er ebenfalls die Rolle.
Seit 2003 spielt Ulrich vor allem in Fernsehserien mit. Für seine Rolle in der Miniserie Into the West – In den Westen wurde er 2006 mit dem Western Heritage Award ausgezeichnet.

## Filmografie
- 1989: Immer Ärger mit Bernie (Weekend at Bernie’s)
- 1990: Turtles (Teenage Mutant Ninja Turtles)
- 1994: CBS Schoolbreak Special (Fernsehserie)
- 1996: Der Hexenclub (The Craft)
- 1996: Last Dance
- 1996: Run Off (Boys)
- 1996: Albino Alligator
- 1996: Scream – Schrei! (Scream)
- 1997: Touch
- 1997: Besser geht’s nicht (As Good as It Gets)
- 1998: Die Newton Boys (The Newton Boys)
- 1998: Die Kriegerin (A Soldier’s Sweetheart)
- 1999: Der Chill Faktor (Chill Factor)
- 1999: Ride with the Devil
- 2000: Takedown
- 2001: Nobody’s Baby
- 2001: Soul Assassin – Spur in den Tod (Soul Assassin)
- 2001: Elche, Eis und Erbschaftsärger (Kevin of the North)
- 2003: Miracles (Fernsehserie)
- 2005: The Magic of Ordinary Days (Fernsehfilm)
- 2005: Into the West – In den Westen (Into the West, Fernsehserie)
- 2007–2014: Robot Chicken (Fernsehserie, Stimme)
- 2006–2008: Jericho – Der Anschlag (Jericho, Fernsehserie)
- 2009: For Sale by Owner
- 2009: Armored
- 2009: CSI: NY (Fernsehserie, drei Episoden)
- 2010–2011: Law & Order: LA (Fernsehserie)
- 2013: Anatomy Of Violence (Staffel 1)
- 2015–2016: Unforgettable (Fernsehserie, zwei Episoden)
- 2017: Austin Found
- 2017: Escape Room
- 2017: I Am Elizabeth Smart (Fernsehfilm)
- 2017–2021: Riverdale (Fernsehserie)
- 2020: FreeRayshawn (Webserie, Staffel 1)
- 2021: Supercell
- 2022: Scream
- 2022: Blood
- 2023: Scream VI
- 2023: Supercell – Sturmjäger (Supercell)